# Académie du Jazz
Die nationale französische Académie du Jazz ist ein 1955 gegründeter kultureller gemeinnütziger Verein, dessen Aufgabe insbesondere darin besteht, jährlich die besten Musiker und besten Album-Produktionen des Jazz zu küren.
Die Académie du Jazz wurde im Lauf ihrer Geschichte von André Hodeir, dann von Maurice Cullaz sowie von Claude Carriere (ab 1993) geleitet. Seit 2007 steht sie unter der Führung von François Lacharme. Zu den Ehrenpräsidenten der Académie zählten bzw. zählen Jean Cocteau, die Komponisten Georges Auric und Henri Sauguet, der Musikkritiker Charles Delaunay, die Violinisten Stéphane Grappelli und André Hodeir, Maurice Cullaz, der Pianist Martial Solal sowie Frédéric Charbaut, Mitbegründer des Festival Jazz à Saint-Germain-des-Prés.
Die Sparten der verliehenen Jazzpreise sind:
- Prix Django Reinhardt für den französischen Jazzmusiker des Jahres
- Prix Sidney Bechet für den besten französischen Jazzmusiker im traditionellen Stil (bis 2002)
- Grand Prix de l’Académie du jazz für das beste Jazz-Album des Jahres
- Prix Boris Vian bzw. (seit 2005) Prix du Disque Français für das beste Jazz-Album des Jahres von einem französischen Musiker
- Prix Bill Coleman bzw. (seit 2004) den Prix du Jazz Classique für das beste Album des klassischen Jazz
- Prix de la Meilleure Réédition ou du Meilleur Inédit (2000–2006 Prix Maurice Cullaz) für die beste Wiederveröffentlichung oder Neuerscheinung bisher unveröffentlichter Jazz-Aufnahmen
- Prix Fats Waller, für die beste Wiederveröffentlichung von Aufnahmen (bis 1994, zuletzt nur für Alben des klassischen Jazz)
- Prix Billie Holiday bzw. (seit 2005) Prix du Jazz Vocal für das beste Vokaljazz-Album
- Prix Mahalia Jackson für das beste Gospelalbum (bis 2002)
- Prix Big Bill Broonzy bzw. (seit 2005) Prix Blues für das beste Bluesalbum
- Prix Otis Redding bzw. (seit 2005) Prix Soul für das beste R & B/Soul-Album
- Prix Bobby Jaspar bzw. (seit 2005) Prix du Musicien Européen als Lebenswerkpreis für europäische Jazzmusiker
- Prix Charles Delaunay bzw. (seit 2005) Prix du Livre de Jazz für das beste Jazzbuch
- Prix Évidence eine herausragende Aufnahme eines aufstrebenden Künstlers oder Nachwuchstalents (seit 2022)